# Siimusti
Siimusti est un petit bourg de la Commune de Jõgeva du Comté de Jõgeva en Estonie .
Au 31 décembre 2011, il compte 696 habitants.